# Sagandzile
Sagandzile (en georgiano: საღანძილე) es un pueblo del oeste de Georgia, ubicado en el sureste de la región de Imericia y parte del municipio de Jaragauli. 

## Geografía
Sagandzile se encuentra en lado izquierdo del río Chjerimel, a 3 kilómetros de Jaragauli.

## Demografía
La evolución demográfica de Sagandzile entre 2002 y 2014 fue la siguiente:
| 482                                             | 365 |
| (Fuente: Population of Georgia in Soviet times) |     |

Según el censo de 2014, los georgianos constituían el 100%.